# Corallium regale
Corallium regale is een zachte koraalsoort uit de familie Coralliidae. De koraalsoort komt uit het geslacht Corallium. Corallium regale werd in 1956 voor het eerst wetenschappelijk beschreven door Bayer. 